# Wiederkehr Village
Wiederkehr Village é uma cidade localizada no estado americano de Arkansas, no Condado de Franklin.

## Demografia
Segundo o censo americano de 2000, a sua população era de 46 habitantes.
Em 2006, foi estimada uma população de 47, um aumento de 1 (2.2%).

## Geografia
De acordo com o United States Census Bureau, a localidade tem uma área de 10,7 km², dos quais 10,6 km² cobertos por terra e 0,1 km² cobertos por água.

## Localidades na vizinhança
O diagrama seguinte representa as localidades num raio de 24 km ao redor de Wiederkehr Village.